# Julião de Alva
Julião de Alva (em castelhano:  Julián d'Alva) (Madrigal de las Altas Torres, 1500 - Vila Franca de Xira, 13 de fevereiro de 1570) foi um prelado da Igreja Católica espanhol com atuação em Portugal, bispo-emérito de Miranda.
Era o confessor de Dona Catarina de Áustria, quando ela foi a Portugal para casar-se com Dom João III de Portugal. Foi nomeado Mestre de Escola da Arquidiocese de Évora, quando foi criada a Portalegre pelo Papa Paulo III em 21 de agosto de 1549 pela bula Pro Excellenti Apostolicae Sedis, por desmembramento da diocese da Guarda, na sequência de diligências nesse sentido por parte do rei D. João III, que elevaria Portalegre a cidade em 23 de maio de 1550 e nomeando-o seu primeiro bispo. Mandou erguer a nova Sé Catedral consagrada a Nossa Senhora da Assunção, cuja obra foi iniciada em 1556.
Em 5 de abril de 1560, foi transferido para a Diocese de Miranda. Em 1561, fundou em Bragança o Colégio de São Pedro destinado a alunos com ordens sacras, aproveitando a chegada dos jesuítas a esta cidade, a quem entregou o ensino e preparação dos alunos. Em 1563, realizou um sínodo em que aprovou as Constituições Synodaes do bispado de Miranda, que regulava diversos fatores da vida diocesana. Resignou-se do cargo em 1564 e retirou-se para a Vila Franca de Xira, onde veio a falecer em 13 de fevereiro de 1570. Está sepultado na Sé Catedral de Portalegre que havia mandado construir.